# Cal Serraller
Cal Serraller és una obra del Masroig (Priorat) inclosa a l'Inventari del Patrimoni Arquitectònic de Catalunya.

## Descripció
Edifici de planta baixa, dos pisos i golfes, cobert per teulada a dos vessants, amb la particularitat de tenir la façana en angle. A aquesta s'hi obren dues portes a la planta baixa; tres balcons i una finestra al primer pis; quatre balcons al segon i sis finestres a les golfes. També disposa d'un rellotge de sol molt malmès. Balcons de ferro forjat. La porta, de dues dernes i portella, té la llinda de pedra amb la data de 1847.

## Història
Es tracta d'un edifici de qualitat, dels diversos que hi ha al primer tram del carrer Major i bastit en una època en què s'iniciava l'esplendor de la comarca. La façana presenta clares mostres d'haver estat modificada amb posterioritat, potser per a donar pas a dues propietats diferents, per la supressió dels balcons. A partir dels anys seixanta es convertí el segon pis en galliner, fenomen que es produí amb una certa extensió a la contrada.